# ريكاردو نوار
ريكاردو نوار (بالإسبانية: Ricardo Noir)‏ (26 فبراير 1987 في الأرجنتين - ) هو لاعب كرة قدم أرجنتيني في مركز الهجوم. لعب مع بانفيلد وبرشلونة جواياكويل وبوكا جونيورز ونادي أونيفرسيداد كاتوليكا ونادي برشلونة ونادي راسينغ ونيولز أولد بويز.

## روابط خارجية
- ريكاردو نوار على موقع قاعدة بيانات كرة القدم.إي يو (الإنجليزية)
- ريكاردو نوار على موقع Soccerway.com (الإنجليزية)
- ريكاردو نوار على موقع AS.com (الإسبانية)